# Silje Nergaard
Pour les articles homonymes, voir Nergaard.
Silje Nergaard est une chanteuse de jazz norvégienne née le 19 juin 1966 à Steinkjer en Norvège.

## Discographie

### Album studio
- 1990 : Tell Me Where You're Going
- 1994 : Cow on the Highway
- 1995 : Brevet
- 1996 : Hjemmefra
- 2000 : Port of Call
- 2001 : At First Light
- 2003 : Nightwatch
- 2007 : Darkness Out of Blue
- 2009 : A Thousand True Stories
- 2010 : If I Could Wrap Up a Kiss
- 2012 : Unclouded
- 2015 : Chain of Days
- 2017 : For You a Thousand Times
- 2020 : Japanese Blue